# 高木順
高木 順（たかぎ じゅん、1949年 - ）は日本の実業家。名古屋市出身。現在、株式会社名鉄レストラン代表取締役社長を務めている。

## 経歴
- 1971年3月 - 愛知大学法経学部経営学科卒業。
- 1971年4月 - 名古屋鉄道株式会社入社。以後、総合職として名鉄マリーナホテル支配人、名鉄航空サービス支配人を経て名鉄レストランに。
- 2004年 - 株式会社名鉄レストラン代表取締役社長に就任。

## 人物
- 学生時代は真面目一辺倒。お金がなくてもあまりアルバイトをせず、当時、名古屋から豊橋まで毎日片道2時間かけて電車で通学し、まじめに講義を受けた。唯一の楽しみといえば、大学前の食堂で定食を食べるくらいであったという。ところが、名古屋鉄道に入社して生き方が変わる。他大学からきた同期たちは、遊び上手なうえに仕事もできる。それを実感してからは、一生懸命遊んだのだという。社長に就任した今日でも、学生に対し、「勉学も大事だが、遊びを知らないと後で苦労するぞ」と語っている。